# Charles Edward Hudson
Charles Edward Hudson, britanski general, * 29. maj 1892, Derby, Anglija, † 4. april 1959.